# سباستین ناکراینر
سباستین ناکراینر (انگلیسی: Sebastian Nachreiner؛ زادهٔ ۲۳ نوامبر ۱۹۸۸) بازیکن فوتبال اهل آلمان است.
از باشگاه‌هایی که در آن بازی کرده‌است می‌توان به باشگاه فوتبال یان رگنسبورگ اشاره کرد.